# Walter Schües
Walter Schües (* 1. Mai 1880 in Hamburg; † 3. April 1948 ebenda) war ein deutscher Versicherungsdirektor und von 1928 bis 1948 Direktor der Nord-Deutschen Versicherungsgesellschaft.

## Leben
Schües war der Sohn des Versicherungsmaklers Oscar Schües und dessen Frau Bertha, geb. Franck. Er lernte im Anschluss an die Schulzeit praktisch in Kaufmanns-, Bank- und Versicherungsgeschäften in Hamburg. Am 29. Dezember 1904 trat er in die väterliche Firma Carstens & Schües Assecuranzmakler ein. Gut zwei Jahre später wurde er Mitgründer und Geschäftsführer der Assecuranzmaklerfirma Willis, Faber & Schües in Hamburg, welche er 1917 verließ, um in den Vorstand der Nord-Deutschen Versicherungsgesellschaft einzutreten. Von 1924 bis 1928 war er Mitglied der Hamburgischen Bürgerschaft, zudem Mitglied der Finanzdeputation Hamburg. Schües gehörte dem Aufsichtsrat der Nord-Deutschen-Versicherungs AG der Hamburgischen Bank von 1923, der Hafen-Dampfschifffahrtsgesellschaft in Hamburg und dem Germanischen Lloyd in Berlin an.
Zudem gehörte er als Vorstandsmitglied zum Verein der Hamburger Assecuradeure, war 1. Vorsitzender des Deutschen Transportversicherungsverbandes und stellvertretender Vorsitzender des Internationalen Transportversicherungsverbandes.
Seit 1904 war er verheiratet mit Anna Dorothea, geb. Claussen und hatte mit ihr mehrere Kinder.
Einer seiner Söhne war Walter Georg Schües.